# Александар Станковић Лала
Александар Станковић Лала (Равње, код Мачванске Митровице, 12. август 1907 — Бела Река, код Шапца, 27. децембар 1941) био је учесник Народноослободилачке борбе и народни херој Југославије.

## Биографија
Рођен је 12. августа 1907. године у селу Равње, код Мачванске Митровице.
По занимању је био чиновник. Године 1934. је постао члан Комунистичке партије Југославије (КПЈ), а 1937. године је због своје револуционарне активности био ухапшен и осуђен на робију. После изласка из затвора, још активније се бавио политичким радом. По сеоским библиотекама и читаоницама, где су се окупљали сељаци пропагирао је политику КПЈ. Организовао је помоћ политичким затвореницима – комунистима. Организовао је слање пакета, али и политичког материјала и информација. Такође је обилазио и помагао породице заточених револуционара.
Окупација Краљевине Југославије, априла 1941. године га је затекла у Мачви. Убрзо после напада Немачке на Совјетски Савез, у селу Глушци је 29. јуна присуствовао партијској конференцијиа на којој је изабран у чланство Окружног комитета КПЈ за Шабац. Главни задатаци свих чланова Окружног комитета, али и свих чланова КПЈ тада су били – организовање устанка и формирање Мачванског партизанског одреда.
Убрзо по формирању одреда, почетком августа је био постављен за командира Четврте чете, а недуго потом за политичког комесара Мачванског партизанског батаљона. Истакао се у борби 10. августа 1941. године у нападу на Богатић, а затим са својим батаљоном у нападу, почетком септембра, на Мачванску Митровицу, и 21. и 22. септембра године на Шабац. 
У току борби за време Прве непријатељске офанзиве, против НОП одреда у западној Србији, Лалин батаљон је јединицама немачке 342. пешадијске дивизије и колаборационистима давао отпор на планини Церу, код Лознице, Бање Ковиљаче и Крупња. У току тих неравноправних борби, стално су се повлачили од Шапца до Ужица, а највећи број бораца Подрињског (мачванског) одреда је погинуо.
После пада Ужица и губитка слободне територије у западној Србији, 15. децембра 1941. године у селу Драгодолу је донета одлука да се Подрињски партизански одред врати у Мачву. Због јаких непријатељских снага и добро организоване колаборационистичке власти, као и четничких снага, одред није могао стићи на терен Мачве, већ је био разбијен у мање групе.
Штаб одреда је се крајем децембра 1941. године, нашао у селу Бела Река и тада је донео одлуку да се подели. У групи која је остала у селу било је петоро партизана – командант одреда Небојша Јерковић, његов пратилац Моша Срнић, борац Мика Граор, курир Александар Антић и Лала.  У току ноћи 27/28. децембра 1941. године открио их је љотићевски Добровољачки одред. У безизлазној ситуацији, опкољени надмоћнијим снагама, да би сачували домаћицу и њено четворо деце, решили су да не прихвате борбу, а да их не би заробили, извршили су самоубиство.
Мртве су их одвели у Шабац, а домаћина куће Божидара Радојчића, који је био у шабачком логору, стрељали.
Указом председника ФНР Југославије Јосипа Броза Тита 27. новембра 1953. проглашен је за народног хероја.